# Hammer to Fall
"Hammer to Fall" is een hardrocklied uit 1984, geschreven door Brian May en uitgevoerd door de Britse rockgroep Queen. Het verscheen op hun album The Works uit 1984 en op het verzamelalbum Greatest Hits II uit 1991.
Het was de vierde en laatste single die werd uitgebracht van The Works. De cover van deze single is inmiddels een verzamelobject. Het lied was ook het onderwerp van een populaire videoclip, geregisseerd door David Mallet. De publieksbeelden werden op 24 augustus 1984 gefilmd in Vorst Nationaal tijdens het openingsconcert van de The Works tour. De dag nadien werden de  podiumopnames gemaakt op hetzelfde podium, maar dan in een lege zaal. Alleen enkele fans mochten er op uitnodiging van de Nederlandse Queen fanclub exclusief bij zijn.

## Trivia
- Op zaterdag 13 juli 1985 was het een van de nummers die Queen speelde tijdens Live Aid in Wembley Stadium in Londen.
- Het nummer komt ook kort voorbij in de film Highlander, Queen schreef hiervoor de soundtrack waarvan de nummers zijn opgenomen op het album A kind of magic.
- Op het Freddie Mercury Tribute Concert op Tweede Paasdag 20 april 1992 in Wembley Stadium in Londen werd het lied gezongen door de zanger van Extreme, Gary Cherone.
- In 2002 gaf Queen een optreden op het Museumplein in Amsterdam. Daar werd een langzame, bijna onherkenbare versie van Hammer to Fall live gespeeld, met als middelpunt het gitaarspel en de zang van Brian May. Het lied nam langzaam in hardheid toe tot de hardrockversie.

## NPO Radio 2 Top 2000
| Nummer met noteringen in de NPO Radio 2 Top 2000 | '18 | '19 | '20 | '21 | '22 | '23 | '24 |
| ------------------------------------------------ | --- | --- | --- | --- | --- | --- | --- |
| Hammer to Fall                                   | 474 | 443 | 569 | 523 | 561 | 677 | 605 |

1. ↑  Een vetgedrukt getal geeft de hoogste notering aan.
2. ↑  2018 was het eerste jaar met een notering voor dit nummer.